# Berliner Secession

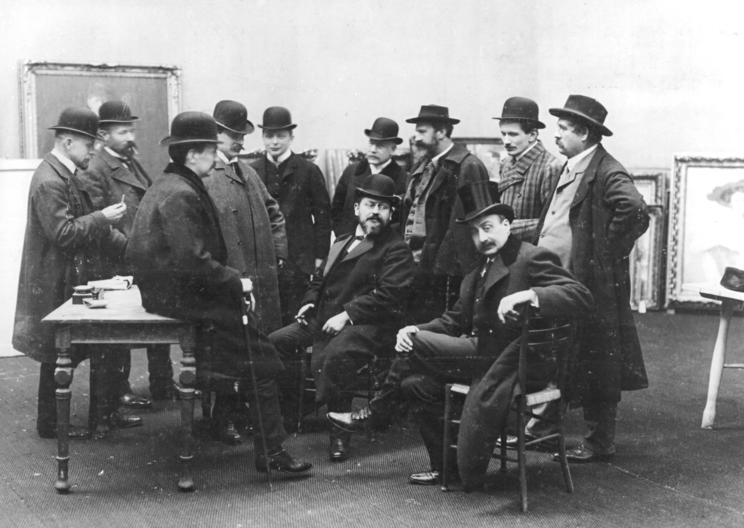
Juryn för Berliner Secessionens utställning 1908. Från vänster: Fritz Klimsch, August Gaul, Walter Leistikow, Hans Baluschek, Paul Cassirer, Max Slevogt (sittande), George Mosson (stående), Max Kruse, Max Liebermann (sittande), Emil Rudolf Weiss och Lovis Corinth.

Berliner Secession var en sammanslutning av konstnärer i Berlin 1898–1933, som skapades för att organisera utställningar oberoende av den mer konservativa akademiska konstvärlden.

## Historia
De yngre konstnärernas experimenterande inom konstriktningar som impressionism, symbolism och jugend i slutet av 1800-talet, sågs inte med blida ögon av de mer konservativa auktoriteterna inom konstvärlden. När juryn för den officiella konstutställningen i Berlin år 1898 avvisade ett landskap av Walter Leistikow, som var en av nyckelfigurna inom gruppen av unga konstnärer, sågs det som det slutliga beviset på att modern konst inte hade något stöd inom de befintliga organisationerna, och ledde till att en stor grupp konstnärer nu valde att bygga upp en alternativ organisation, öppen för nya konstriktningar.
Den nya sammanslutningen, med 65 konstnärer, fick namnet Berliner Secession och hade Max Liebermann som sin första ordförande. Deras första jurybedömda utställning hölls 1899 på Kantstrasse 12. Därefter höll man i ett antal år två jurybedömda utställningar om året. År 1905 flyttade gruppen till större lokaler på Kurfürstendamm 208. 
Under 15 år hade Berliner Secession några av tidens mest inflytelserika konstnärer i gruppen, men det kom splittringar som drastiskt minskade dess betydelse. Efter att till en början ha månat om öppenheten för nya konststilar, så kom det ändå till en brytning år 1910, då 27 medlemmar, unga expressionister, nekades av juryn att ställa ut. Det ledde till att flera medlemmar bröt med organisationen och bildade Neue Secession.
År 1913 kom det till ytterligare en stor brytning, där drygt 40 medlemmar lämnade gruppen och istället bildade Freie Secession, varefter Berliner Secession inte längre var en förening av någon större betydelse. Spillran av Berliner Secession fanns dock kvar åtminstone fram till 1933.

## Kända medlemmar (i urval)
| - Max Beckmann - Lovis Corinth - Lyonel Feininger - Adolf Eduard Herstein - Ernst Ludwig Kirchner | - Georg Kolbe - Käthe Kollwitz - Max Liebermann - Edvard Munch - Emil Nolde | - Karl Schmidt-Rottluff - Max Slevogt - Hermann Struck - Heinrich Zille |